# Shuttlelinien der New York City Subway

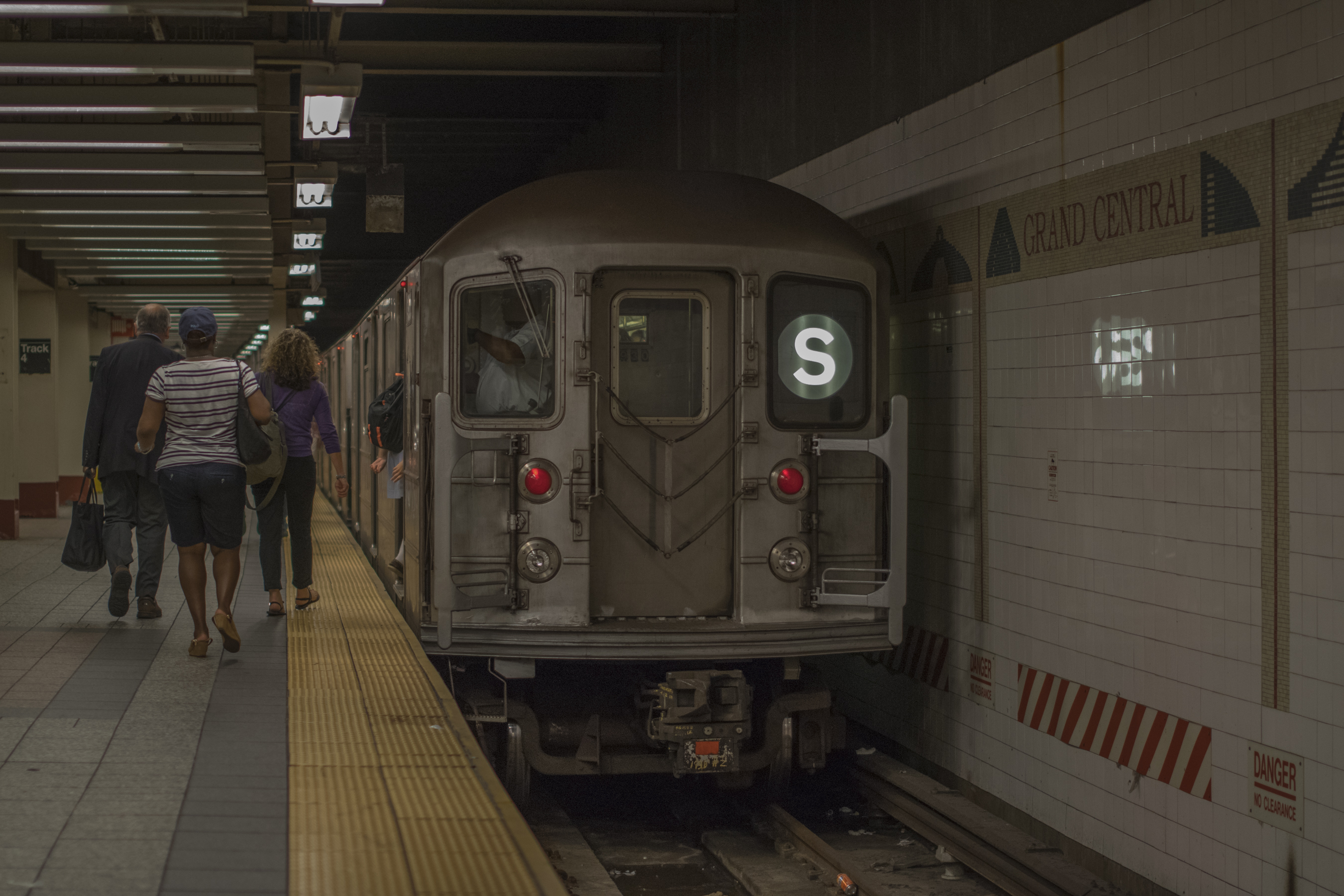
Shuttle-U-Bahn unter New York

Dieser Artikel gibt eine Übersicht über Shuttlelinien der New York City Subway. „Shuttle“ ist bei der New York City Subway eine Sammelbezeichnung für mehrere verschiedene U-Bahn-Linien. Gemeinsame Eigenschaft der Shuttlelinien ist, dass sie kürzer sind als die individuell mit Buchstaben oder arabischen Ziffern gekennzeichneten U-Bahn-Linien. Shuttles sind dabei weder auf eingleisigen Betrieb wie bei baustellenbedingten Pendelverkehren etwa der U-Bahn Berlin einzugrenzen, noch darauf, dass sie nur zwei U-Bahnhöfe bedienen würden wie bei einem Shuttlezug im engeren Sinne.
Seit 1993 betreibt die New York City Transit Authority drei verschiedene Shuttlelinien, die alle als U-Bahn-Linie S mit einem einheitlichen grauen Signet gekennzeichnet sind. Sie verkehren jeden Tag rund um die Uhr bzw. nur mit Ausnahme der Nachtstunden. Im Nachtverkehr werden auf äußeren Streckenästen darüber hinaus drei Shuttlelinien betrieben, die mit einem Signet gekennzeichnet sind, das dem ihrer Stammlinie entspricht oder davon abgeleitet ist. Shuttlelinien können auch bei Bauarbeiten und bei besonderen Betriebszuständen wie Unwettern eingelegt werden, um nach Möglichkeit alle U-Bahnhöfe zu bedienen.
Die ältesten Shuttlelinien waren der Lenox-Terminal-Shuttle auf dem Endabschnitt der IRT Lenox Avenue Line, der vermutlich im Zusammenhang mit der Eröffnung des Abzweigs der IRT White Plains Road Line im Jahr 1905 eingeführt wurde, und der Shuttle Bowling Green nach South Ferry im Jahr 1909.
Shuttles wurden gemäß dem von der Independent Subway übernommenen Benennungsschema von 1967 bis 1979 als Linie SS bezeichnet. Bei der Independent wurden Sonderzüge als Linie S bezeichnet. Ab 1979 vereinfachte die New York City Transit Authority alle zweibuchstabigen Linien schrittweise zu einbuchstabigen, so dass seitdem die Shuttles als Linie S bezeichnet werden.

## Als Linie S gekennzeichnete Shuttle-Linien der Gegenwart

### 42nd-Street-Shuttle
Der Grand-Central-/Times-Square-Shuttle befährt seit 1918 die IRT 42nd Street Line entlang der 42. Straße Manhattans. Mit einer Streckenlänge von 1,3 Kilometern ist dies die kürzeste Linie der New Yorker U-Bahn. Als Pendellinie stellt der 42nd-Street-Shuttle ausschließlich eine Direktverbindung zwischen den U-Bahnhofskomplexen Grand Central–42 Street am Grand Central Terminal und Times Square–42 Street/Port Authority Bus Terminal am Times Square her. Die Linie verkehrt zwischen 6 Uhr morgens und Mitternacht, die Fahrzeit beträgt ungefähr neunzig Sekunden. Nachts werden Fahrgäste auf die parallele Linie 7 verwiesen.
Die New York City Transit Authority bezeichnet die Linie intern als „Linie 0“ (Null), um sie von den anderen Shuttles zu unterscheiden. Sie ist seit 1979 mit einem einheitlichen grauen Signet mit dem Buchstaben S versehen. Wie alle Shuttlelinien war sie von 1967 bis 1979 für die Fahrgäste als Linie SS benannt. Bei Einführung der neuen Liniensignets 1967 wurde ihr die Kennfarbe Türkis zugewiesen, ehe 1968 alle Shuttles die einheitliche Farbe Grün erhielten.

### Franklin-Avenue-Shuttle
Der Franklin-Avenue-Shuttle oder Franklin-Shuttle befährt seit 1963 den letzten verbliebenen Abschnitt der BMT Franklin Avenue Line in Brooklyn. Als Tangentiallinie stellt er östlich der Innenstadt Brooklyns Umsteigeverbindungen zu der IND Fulton Street Line, der IRT Eastern Parkway Line und der BMT Brighton Line her. Der Franklin-Avenue-Shuttle ist die einzige Shuttlelinie, die eine Mischung aus eingleisigen und zweigleisigen Abschnitten befährt. Die Züge begegnen sich im Bereich des zweigleisigen U-Bahnhofs Botanic Garden.
Die New York City Transit Authority bezeichnet die Linie intern als „Linie S“, um sie von den anderen Shuttles zu unterscheiden. Sie ist seit 1979 mit einem einheitlichen grauen Signet mit dem Buchstaben S versehen. In der Fahrgastinformation tritt sie stellenweise als Linie SF in Erscheinung. Von 1967 bis 1979 war sie als Linie SS benannt. Bei Einführung der neuen Liniensignets 1967 wurde ihr die Kennfarbe Gelb zugewiesen, ehe 1968 alle Shuttles die einheitliche Farbe Grün erhielten.

### Rockaway-Park-Shuttle

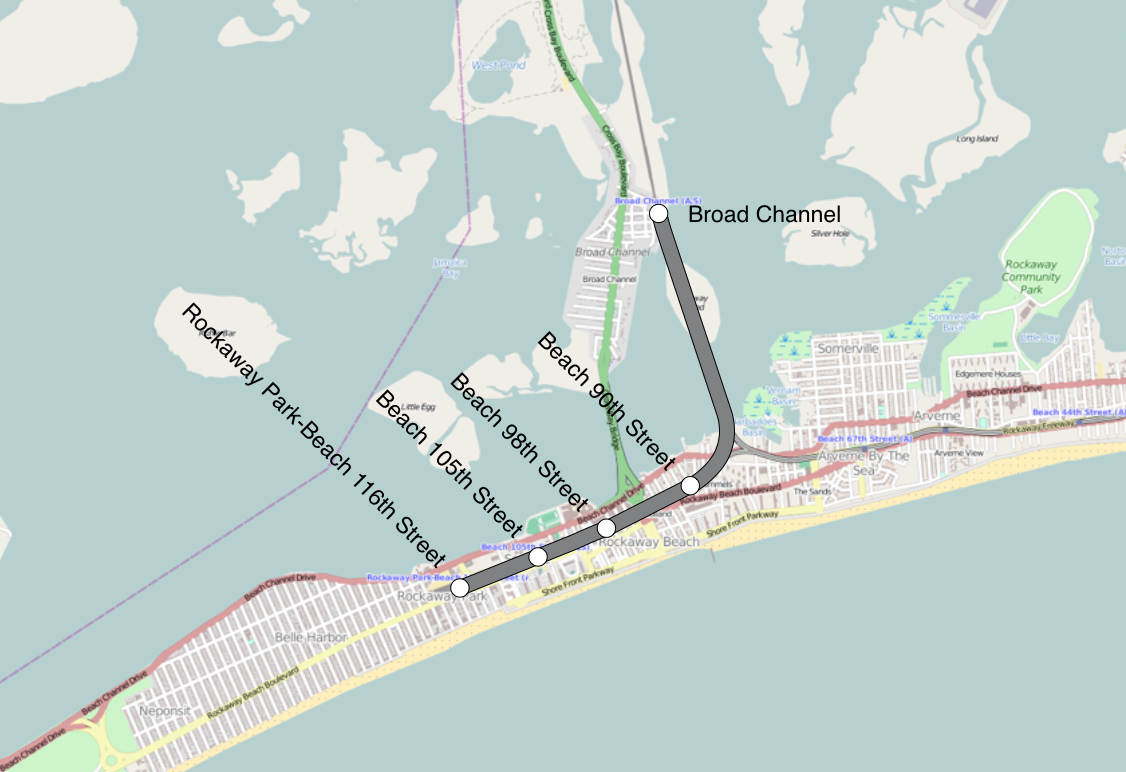
Linienführung des Rockaway-Park-Shuttle (geografische Darstellung)

Der Rockaway-Park-Shuttle ist eine Shuttlelinie auf der Halbinsel Rockaway in Queens. Der Rockaway-Park-Shuttle bedient die vier Bahnhöfe der schwächer ausgelasteten Rockaway-Park-Zweigstrecke der IND Rockaway Line mit dem Endbahnhof Rockaway Park–Beach 116 Street. Bis auf wenige durchgehende Züge in der Hauptverkehrszeit bedient die Linie A als Stammlinie nur die stärker nachgefragte Far-Rockaway-Zweigstrecke der IND Rockaway Line zum Endbahnhof Far Rockaway–Mott Avenue. Der Rockaway-Park-Shuttle ermöglicht im Bahnhof Broad Channel bahnsteiggleichen Übergang zur Linie A.
Die New York City Transit Authority bezeichnet die Linie intern als Linie H, um sie von den anderen Shuttles zu unterscheiden. Sie ist seit 1993 mit dem einheitlichen grauen Shuttle-Signet mit dem Buchstaben S versehen. In der Fahrgastinformation tritt sie stellenweise als Linie SR in Erscheinung.
Im Jahr 2015 waren im Fahrplan folgende Taktungen vorgesehen: Tagsüber außerhalb des Berufsverkehrs sollte die Linie A nach Far Rockaway viermal pro Stunde fahren und der Rockaway-Park-Shuttle darauf abgestimmt im gleichen Takt. Nachts sollten die Linie A nach Far Rockaway, der Lefferts-Boulevard-Shuttle und der Rockaway-Park-Shuttle jeweils dreimal pro Stunde fahren.:p14

#### Rockaway-Shuttle
In der Vergangenheit waren Shuttleverbindungen im Bereich der Halbinsel Rockaway als Rockaway-Shuttle bekannt. Seit der Eröffnung der IND Rockaway Line im Jahr 1956 wurden verschiedene Betriebskonzepte umgesetzt und dabei unterschiedliche Linienbezeichnungen verwendet. Das wesentliche Unterscheidungskriterium war, welche Linie bzw. Linien von der IND Fulton Street Line aus der Innenstadt Brooklyns kommend die IND Rockaway Line bedienten. Dies konnten sowohl Express- als auch Local Trains oder Mischformen aus beidem sein. Zu unterschiedlichen Zeiten war die Linie A der Express und die Linie E der Local, oder andersherum, oder es entfiel die Linie E und fuhr stattdessen die Linie CC.
Ab 1958 war die Linie E die Hauptlinie. Der Rockaway-Shuttle, der ab 1962 als Linie HH bezeichnet war, ergänzte sie. Dieser Shuttle bestand zu den Nebenzeiten aus zwei verschiedenen Teillinien, die jeweils eine Zweigstrecke auf der Halbinsel Rockaway bedienten. Nachts wurde der Shuttle als „Rockaway Round Robin“ („Rockaway-Rund-Reise“) betrieben, der auf einer Dreiecksfahrt vom Festland kommend beide Zweigstrecken bediente und dann zurück aufs Festland fuhr. Beim „Rockaway Round Robin“ wird die eingleisige Verbindungskurve im Gleisdreieck Hammels Wye genutzt.
Die am äußersten Rand von New York City gelegene Halbinsel Rockaway weist im Ausflugsverkehr zur Atlantikküste Verkehrsspitzen auf, die an Sommerwochenenden regelmäßig durch längere Züge und Ausweitung des Shuttleverkehrs aufgefangen werden. Ähnliches galt für Pferderennveranstaltungen auf dem Aqueduct Racetrack auf dem Festlandabschnitt der IND Rockaway Line.
Nachdem der Hurrikan Sandy Teile der Querung der Jamaica Bay und der Zweigstrecke nach Rockaway Park zerstört hatte, wurde von November 2012 bis Mai 2013 der befahrbare Bereich mit einer kostenlos nutzbaren Insel-Shuttlelinie bedient. Diese war als Linie H mit blauem Signet markiert und bot Anschluss an Ersatzbusse aufs Festland. Sie nutzte wie der „Rockaway Round Robin“ die Verbindungskurve im Hammels Wye für ihre Fahrten zwischen den Bahnhöfen Far Rockaway–Mott Avenue und Beach 90th Street. Bei mehrmonatigen Bauarbeiten 2025 fuhr wieder allein die Insel-Shuttlelinie auf der Rockaway Peninsula.

Signets des Rockaway-Shuttles
Linie HH, rot 1967 bis 1972
Linie E, türkis 1972 bis 1976
Linie CC, grün 1976 bis 1979
Linie CC, blau 1979 bis 1985
Linie H, blau 1985 bis 1987
Linie H, blau 1987 bis 1993 und 2012 bis 2013

## Anders gekennzeichnete Shuttle-Linien der Gegenwart

Signet Linie 5

### Dyre-Avenue-Shuttle
In den Nachtstunden wird die IRT Dyre Avenue Line in der Bronx als Shuttle betrieben. Umsteigebahnhof zur U-Bahn-Linie 2 auf der IRT White Plains Road Line ist zu diesen Zeiten der Bahnhof East 180th Street. Der Dyre-Avenue-Shuttle ist wie seine Stammlinie, die zu den übrigen Tageszeiten die Dyre Avenue Line direkt befährt, mit einem grünen Signet mit der Liniennummer 5 gekennzeichnet.

### Lefferts-Boulevard-Shuttle
In den Nachtstunden wird die Lefferts-Boulevard-Zweigstrecke der IND Fulton Street Line in Queens mit einem Shuttle betrieben. Der Shuttle verkehrt ausgehend vom Umsteigebahnhof Euclid Avenue der U-Bahn-Linie A zum Endbahnhof Ozone Park–Lefferts Boulevard. Der Lefferts-Boulevard-Shuttle ist im Liniennetzplan mit dem grauen Buchstaben A und an entsprechend ausgerüsteten Zügen mit dem blauen Buchstaben S gekennzeichnet.
Im Jahr 2015 sah der Fahrplan vor, dass tagsüber außerhalb des Berufsverkehrs die Linie A aus Brooklyn kommend viermal pro Stunde nach Ozone Park–Lefferts Boulevard und viermal pro Stunde nach Far Rockaway–Mott Avenue fahren sollte. Nachts sollten die Stammlinie A nach Far Rockaway, der Lefferts-Boulevard-Shuttle und der Rockaway-Park-Shuttle jeweils dreimal pro Stunde fahren.:p14

### Myrtle-Avenue-Shuttle

Signet Linie M

In den Nachtstunden wird die BMT Myrtle Avenue Line in Brooklyn und Queens als Shuttle betrieben. Umsteigebahnhof zur U-Bahn-Linie J auf der BMT Jamaica Line ist zu diesen Zeiten der Bahnhof Myrtle Avenue‒Broadway. Der Myrtle-Avenue-Shuttle ist wie seine Stammlinie, die zu den übrigen Tageszeiten die Myrtle Avenue Line zum Endbahnhof Middle Village–Metropolitan Avenue direkt befährt, mit einem orangefarbenen Signet mit dem Liniensignal M gekennzeichnet.

## Shuttle-Linien der Vergangenheit
Die folgende Zusammenstellung von ehemaligen Shuttlelinien ist nicht vollständig. In der Anfangszeit, etwa bei den Netzerweiterungen im Rahmen der Doppelverträge, wurden manche der neu eröffneten äußeren Streckenabschnitte von Shuttles statt von durchgehenden Zügen bedient. Die Fahrgäste mussten zwischen beiden Teillinien umsteigen. Die Gründe dafür waren eine zunächst geringe Fahrgastnachfrage in noch zu bebauenden Gebieten bzw. eine zu schwache Stromversorgung, weshalb kürzere Züge pendelten.
Diese Zusammenstellung führt ebenfalls nicht alle Shuttles auf, die bei Bauarbeiten eingelegt wurden und werden.

### Bowling-Green-Shuttle

Signet Bowling-Green-Shuttle 1967/1968

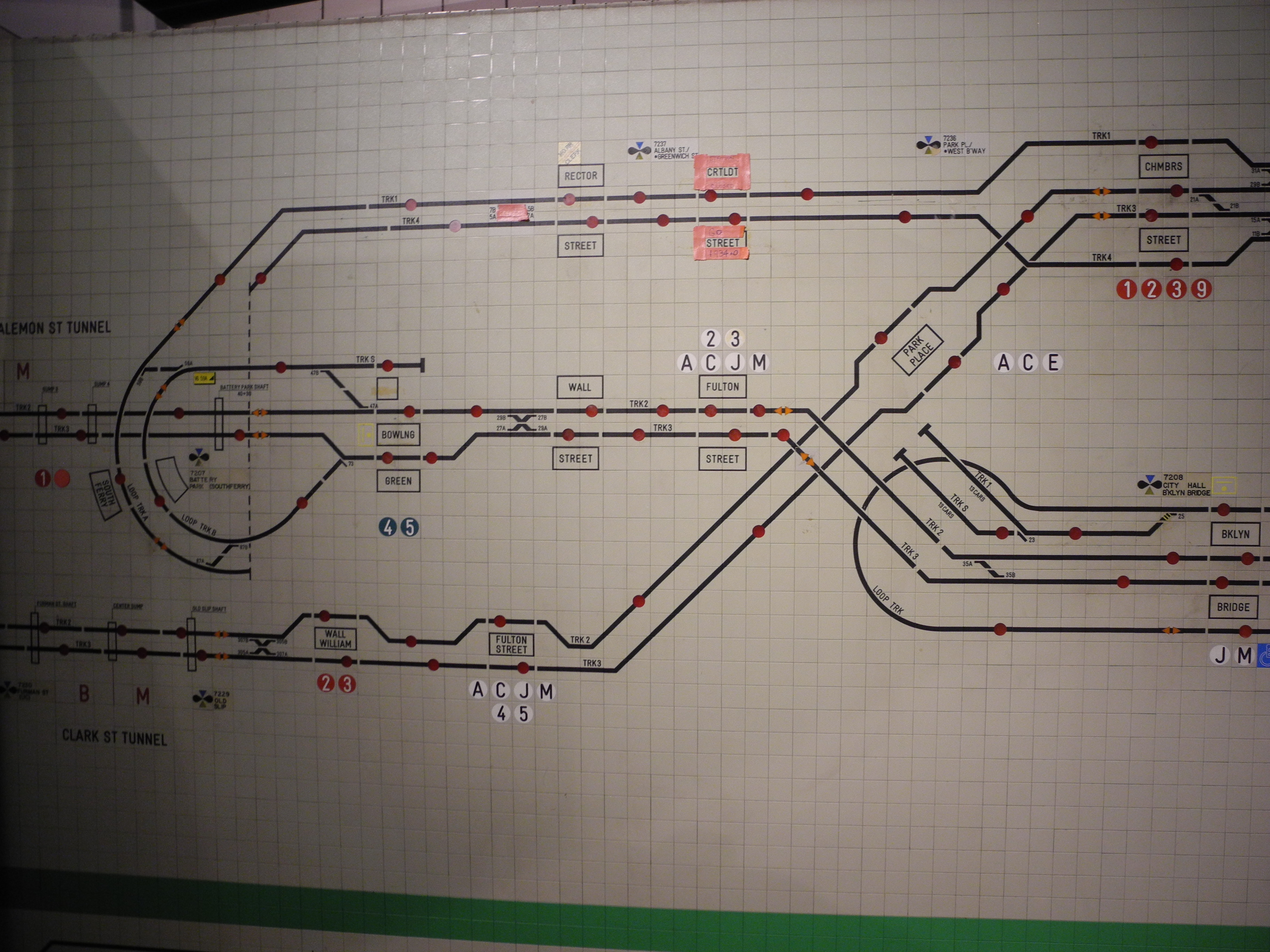
Gleisplan der beiden IRT-Strecken in Lower Manhattan im Zulauf auf ihre jeweiligen East-River-Tunnel nach Brooklyn. Am Bildrand links die doppelte Wendeschleife mit dem ehemaligen Bahnhof South Ferry, der von der Hauptstrecke unterquert wird. Rechts daneben Bahnhof Bowling Green mit dem Shuttlegleis. Ganz rechts Wendeschleife vor dem Rathaus mit historischer Station City Hall.

Der Shuttle Bowling Green – South Ferry an der Südspitze der Insel Manhattan verband von 1909 bis 1977 den Bahnhof Bowling Green mit dem Bahnhof South Ferry. Letzterer erschließt Fährverkehre am benachbarten Staten Island Ferry Whitehall Terminal und am Battery Maritime Building.
Im Jahr 1908 verlängerte die Interborough Rapid Transit Company ihre erste U-Bahn-Strecke von Lower Manhattan unter dem East River hindurch nach Brooklyn. Sie plante, nur einen Teil der Züge aus Manhattan nach Brooklyn verkehren zu lassen. Der andere Teil sollte im Bahnhof South Ferry enden. Das Fahrgastaufkommen erwies sich aber als unerwartet stark. Alle Züge mussten die Verbindung nach Brooklyn bedienen. Die Strecke nach Brooklyn verläuft in zunehmender Tieflage ohne Halt unter dem Bahnhof South Ferry hindurch, um anschließend den East River im Joralemon-Street-Tunnel zu unterqueren.
Um dennoch den zahlreichen Fähr-Fahrgästen eine U-Bahn-Anbindung bieten zu können, baute die IRT einen kurzen Shuttle-Bahnsteig im Bahnhof Bowling Green, wo Fahrgäste ab 1909 zu den Zügen von und nach Brooklyn umsteigen konnten.
Jahrzehntelang fuhr der Shuttlezug an den verkehrsstarken Zeiten an Werktagen. Zu verkehrsschwächeren Zeiten, also vornehmlich an Wochenenden und nachts, endeten Züge der IRT Lexington Avenue Line (seit 1948 als Linie 4, Linie 5 bzw. Linie 6) im Bahnhof South Ferry, während der Shuttlezug am Shuttle-Bahnsteig im Bahnhof Bowling Green abgestellt blieb.
Bei Einführung der neuen Liniensignets 1967 wurde dem Bowling-Green-Shuttle die Kennfarbe Blau zugewiesen, ehe 1968 alle Shuttlelinien die einheitliche Farbe Grün erhielten. Den Betrieb des Bowling-Green-Shuttle beendete die New York City Transit Authority im Jahr 1977 aufgrund von Ausgabenkürzungen. Der seitdem ungenutzte Shuttle-Bahnsteig ist bis heute zu sehen.

### Culver-Shuttle

Signet Culver-Shuttle 1967/1968

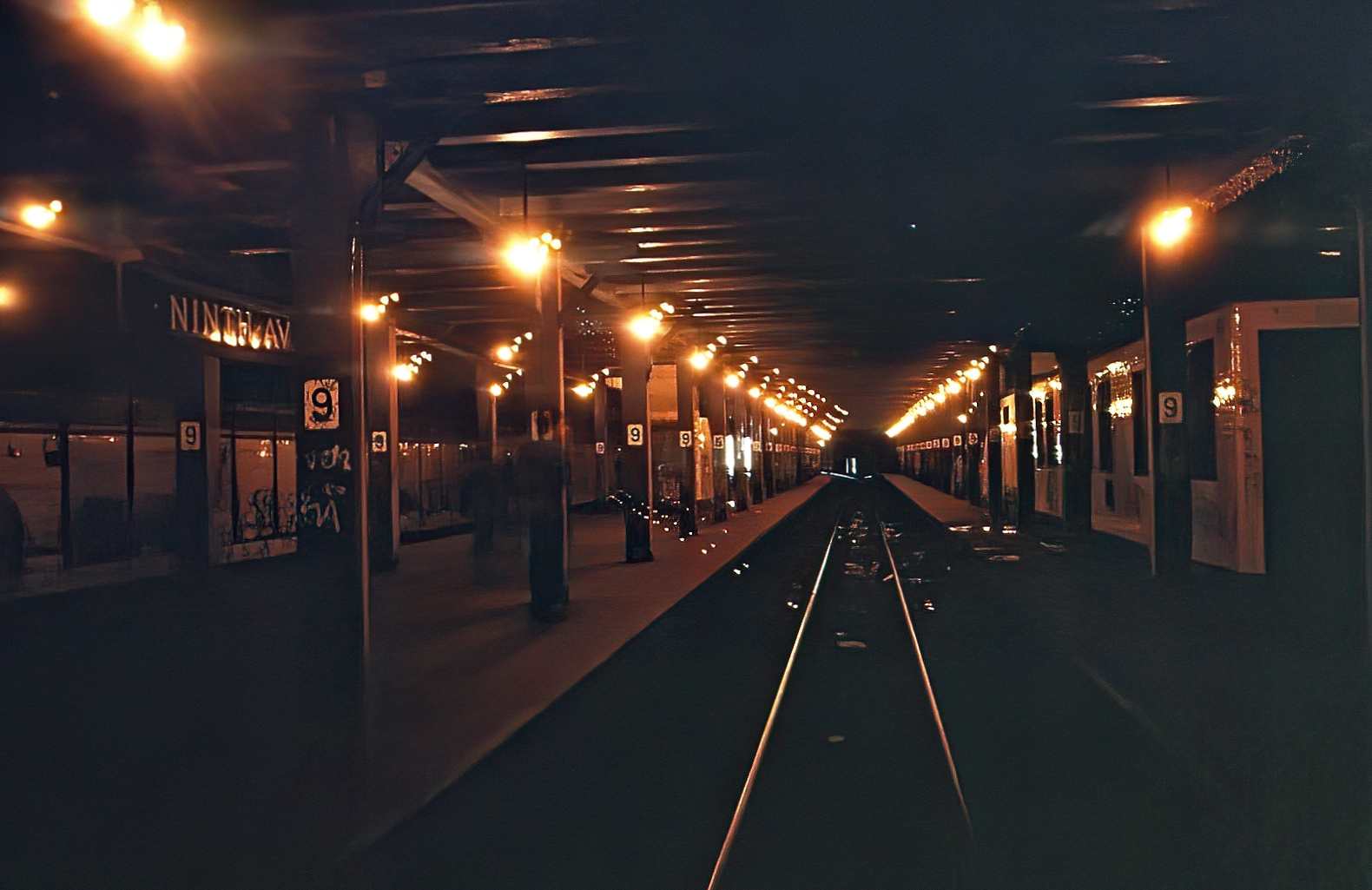
Der Culver-Shuttle bediente die untere Ebene des Bahnhofs Ninth Avenue

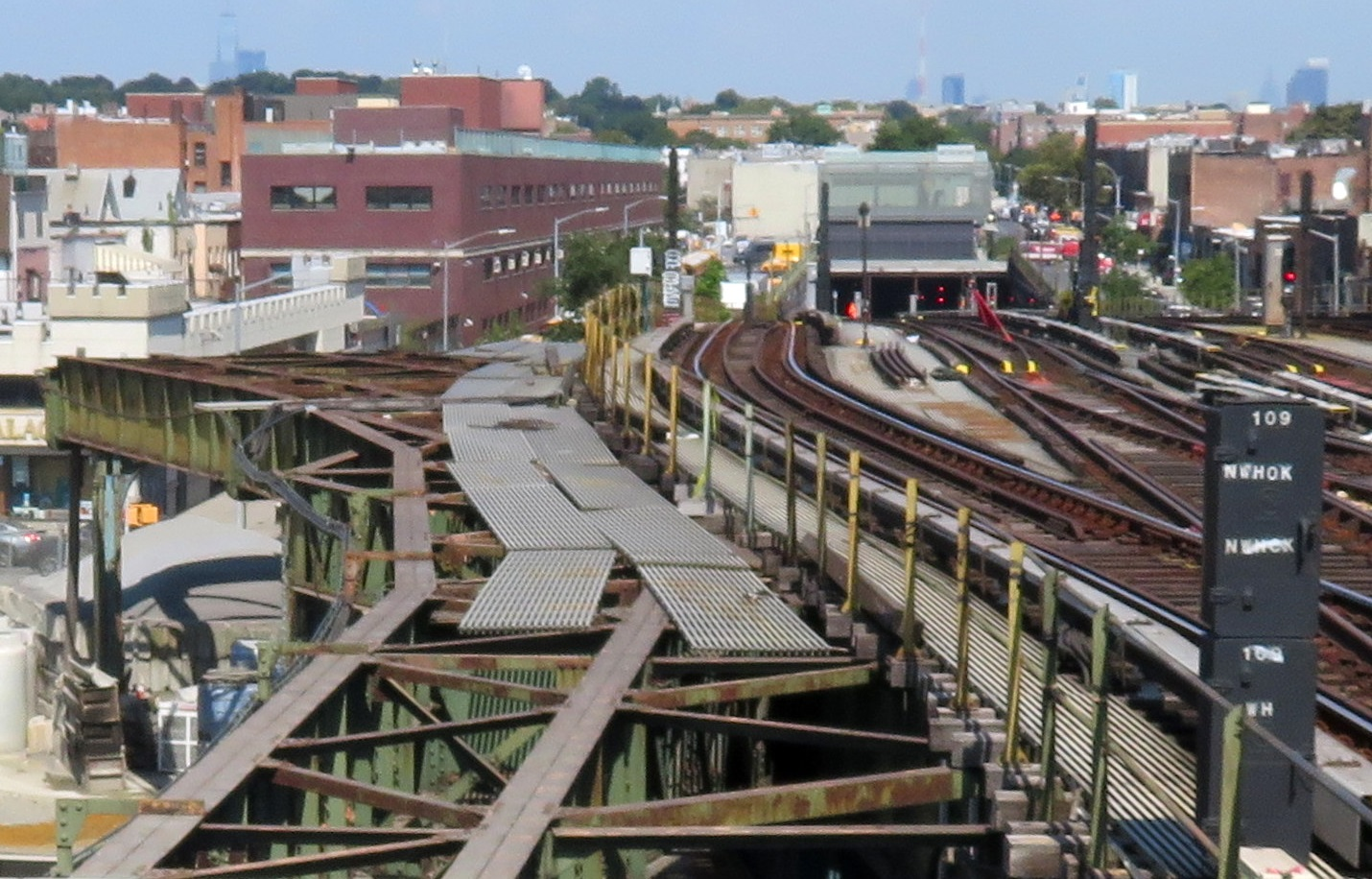
Ehemaliges Tragwerk des Culver-Shuttle am Bahnhof Ditmas Avenue

Der Abschnitt der BMT Culver Line zwischen dem Abzweigbahnhof Ninth Avenue der BMT West End Line und dem Bahnhof Ditmas Avenue hatte zwei Zwischenstationen auf einer Hochbahnstrecke. Die Inbetriebnahme der Verbindungsrampe der IND Culver Line im Jahr 1954 änderte die Situation grundlegend: Der Bahnhof Ditmas Avenue wurde von der alten Strecke der BMT abgetrennt und an die neue Strecke der IND angeschlossen.
Für den Culver-Shuttle wurde im Bahnhof Ditmas Avenue ein eigenes Bahnsteiggleis neu gebaut. Zunächst gab es im Berufsverkehr noch Fahrten nach Brooklyn, zu allen übrigen Tageszeiten eine Shuttleverbindung bis zum Bahnhof 36th Street der BMT Fourth Avenue Line. Ab 1959 wurde die Strecke ausschließlich als kurzer Shuttle betrieben und auf ein Gleis reduziert.

Bei Einführung der neuen Liniensignets 1967 wurde dem Culver-Shuttle die Kennfarbe Orange zugewiesen, ehe 1968 alle Shuttlelinien die einheitliche Farbe Grün erhielten. Der Betrieb des Culver-Shuttle endete im Jahr 1975. Seitdem ist im Bahnhof Ninth Avenue die im Jahr 1916 für die Hochbahnen der BMT Fifth Avenue Line und der BMT Culver Line eröffnete untere Ebene des Bahnhofs nicht mehr für Fahrgäste zugänglich. Die heutige U-Bahn-Linie D auf der BMT West End Line bedient nach wie vor die obere Ebene. Der zuletzt vom Shuttle bediente Streckenabschnitt der Culver Line wurde abgerissen und die ehemals darunter verlaufende Trasse der South Brooklyn Railway zum Teil mit Häusern bebaut. Das Shuttlegleis im Bahnhof Ditmas Avenue wurde entfernt, aber ein Rest des Hochbahntragwerks bleibt zu sehen.

### Court-Street-Shuttle

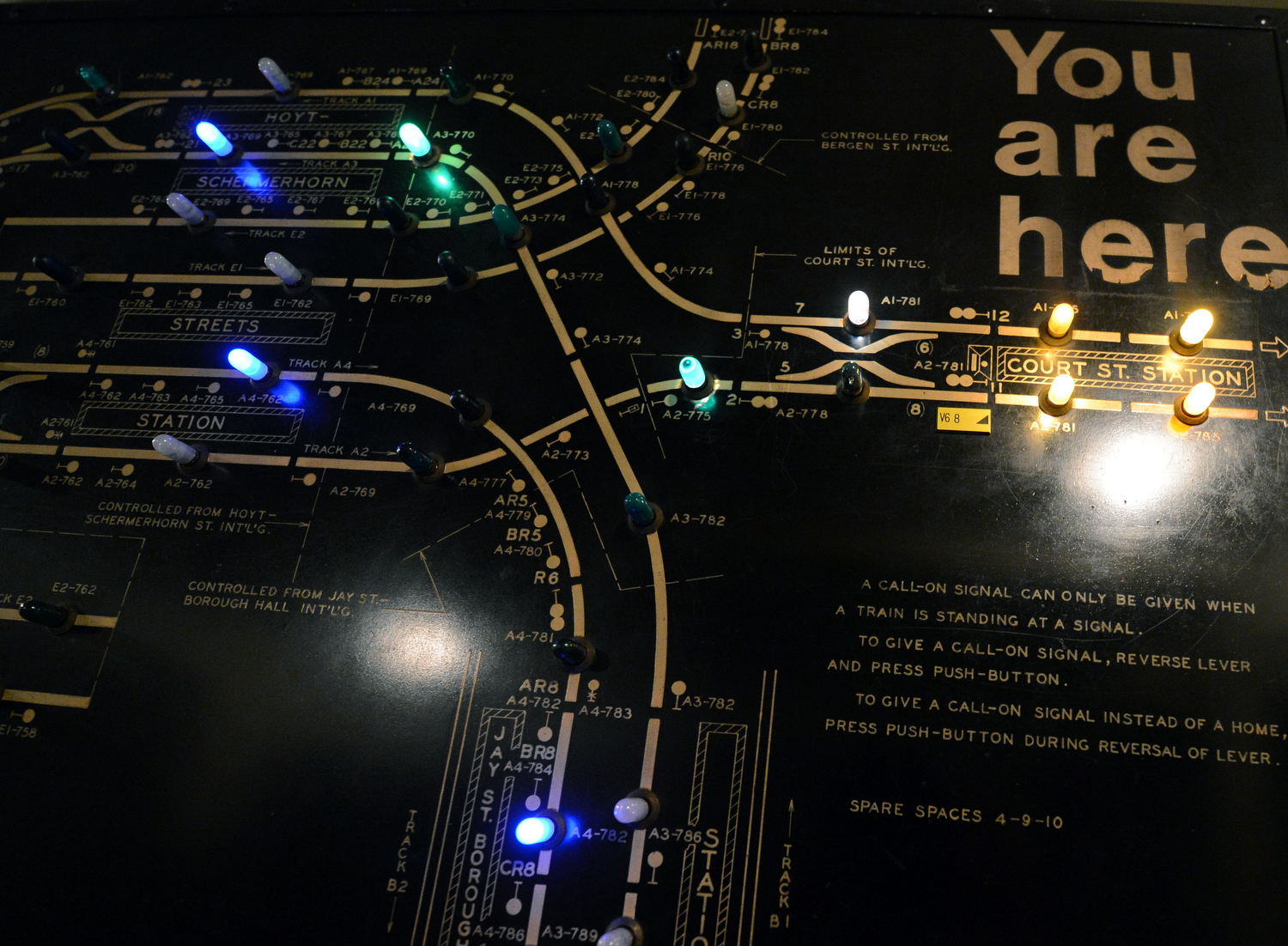
Gleisbilddiagramm im Transit-Museum zeigt den Bahnhof Court Street, rechts, abseits der Hauptstrecken der IND. Links der Knotenbahnhof Hoyt–Schermerhorn Streets.

Die im Jahr 1936 eröffnete IND Fulton Street Line teilt sich in der Innenstadt Brooklyns im Bereich des IND-Knotenbahnhofs Hoyt–Schermerhorn Streets in die Expressgleise, die nach Manhattan führen, und die jeden Bahnhof bedienenden „local tracks“, die im Bahnhof Court Street enden. Das städtische New York City Board of Transportation plante, eine Local-Linie aus Brooklyn und im weiteren Verlauf aus Queens im Bahnhof Court Street enden zu lassen und in einer späteren Ausbaustufe mit einem neuen Tunnel nach Manhattan zu führen. Jedoch wurden zunächst nur sieben Zwischenstationen und der einstweilige Endbahnhof Rockaway Avenue fertig gestellt. Weiterbau und Inbetriebnahme verzögerten sich aufgrund der Great Depression und dann des Zweiten Weltkriegs. Erst 1949 begannen Expressfahrten im Berufsverkehr.
In den ersten Jahren gab es deshalb nur eine Linie. Sie bediente alle Bahnhöfe und fuhr, dem Verkehrsbedürfnis über den East River hinweg entsprechend, nach Manhattan. Zur Anbindung des Bahnhofs Court Street richtete die Independent eine Shuttlelinie ab dem Bahnhof Hoyt–Schermerhorn Streets ein. Sie war im Linienschema der Independent Subway als Linie HH eingeordnet.
Bereits im Mai 1937 verkündete das Board of Transportation die Einstellung des Shuttlebetriebs, setzte diesen Plan aber erst am 1. Juni 1946 um. Aufgrund der Vielzahl besser angebundener, seit 1940 unter Kontrolle der Stadt vereinigter und daher nicht mehr konkurrierender U-Bahnhöfe in der Umgebung wurde der Bahnhof Court Street geschlossen. In ihm eröffnete 1976 eine Technik-Ausstellung, die dann zum New York Transit Museum wurde. Das Linienzeichen HH wurde ab 1962 für den Rockaway-Shuttle verwendet.

### Grand-Street-Shuttle

Signet Grand-Street-Shuttle

Im Verlauf der Sanierung der Manhattan Bridge, von 1986 bis 1988, im Jahr 1995 und von 2001 bis 2004, war in Manhattan die längere Teilstrecke der Chrystie Street Connection nur bis zum Bahnhof Grand Street befahrbar. Auch bei Unterbrechungen der nördlichen Brückengleise in den Jahren 1984 bis 1985 wurden die Linie B und Linie D getrennt oder umgeleitet und es fuhr als Ersatz der Grand-Street-Shuttle. Diese Shuttlelinie fuhr in der Regel nur zum Bahnhof Broadway–Lafayette Street, bediente aber darüber hinaus von 1986 bis 1988 als Sixth-Avenue-Shuttle die IND Sixth Avenue Line.
Auch in jüngerer Zeit wird bei Bauarbeiten der Grand-Street-Shuttle eingelegt, der nach 2001 meistens von Grand Street via Broadway–Lafayette Street zum Knotenbahnhof West 4 Street–Washington Square fährt. Der U-Bahnhof Grand Street liegt in der Chinatown von Manhattan und wäre wegen seines hohen Fahrgastaufkommens mit einem Busersatzverkehr nicht sinnvoll zu bedienen.

### Lenox-Terminal-Shuttle
Am Ende der IRT Lenox Avenue Line nahe dem Harlem River entstand im Jahr 1905 durch die Inbetriebnahme der IRT White Plains Road Line eine Stichstrecke mit dem damaligen Endbahnhof (englisch Terminus oder Terminal) 145th Street–Lenox Terminal. Dorthin pendelte ab dem Bahnhof 135th Street zu den Zeiten, an denen die durchgehenden Züge der heutigen Linie 3 nur die abzweigende IRT White Plains Road Line befuhren, der Lenox-Terminal-Shuttle.
Andere Namen für diesen Shuttle waren Lenox-Avenue-Shuttle, Lenox-Shuttle oder 145th-Street-Shuttle. Die Linie wurde in der zweiten Hälfte des 20. Jahrhunderts entweder als Shuttle oder als Teil der Linie 3 geführt und von 1995 bis 2008 durch Busse ersetzt. In der Gegenwart bedient die Linie 3 rund um die Uhr die Stichstrecke bis zum Endbahnhof Harlem–148th Street, der in den 1960er Jahren neu hinzugefügt wurde.
Bei Einführung der neuen Liniensignets 1967 wurde dem Lenox-Terminal-Shuttle die Kennfarbe Schwarz zugewiesen, ehe 1968 alle Shuttlelinien die einheitliche Farbe Grün erhielten.

### Nassau-Street-Shuttle

Signet einer Variante der Linie M

Im Jahr 1999 waren die Gleise der Williamsburg Bridge für Sanierungsarbeiten gesperrt. Von Mai bis September 1999 wurden die Linien J/Z auf Teile der BMT Jamaica Line beschränkt und nur die Linie M fuhr bis zur Brooklyner Seite der Brücke.
Entlang der BMT Nassau Street Line in Manhattan verkehrte von 6 bis 22 Uhr täglich der Nassau-Street-Shuttle. Dieser war außerhalb des Berufsverkehrs nur mit Umsteigen zu erreichen. Als einzige Direktverbindung aus Brooklyn fuhr im Berufsverkehr die Linie M mit Rauten-Signet durch den Montague-Street-Tunnel bis Chambers Street.

### Polo-Grounds-Shuttle

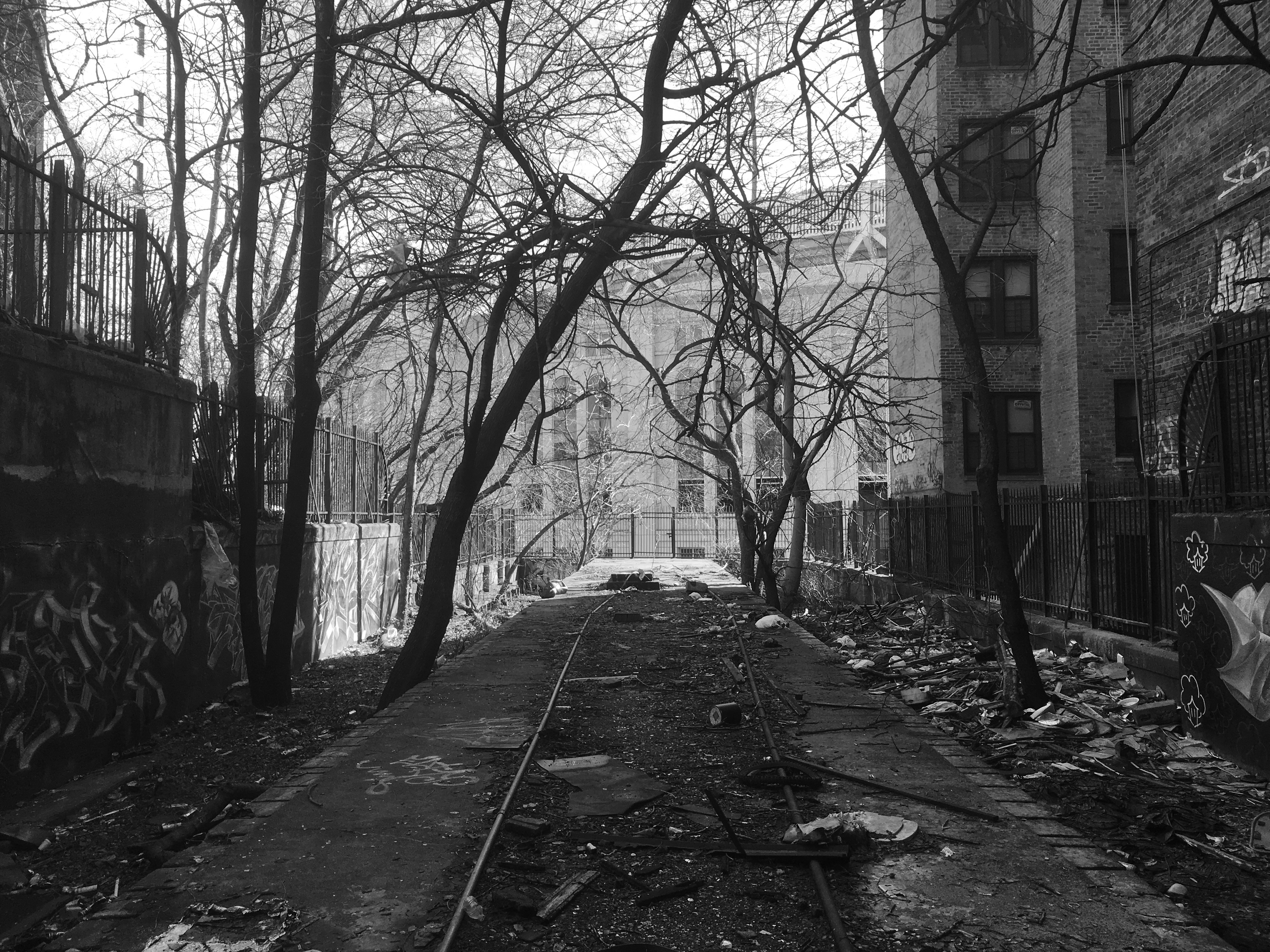
Reste des Bahnhofs Anderson–Jerome Avenues 60 Jahre nach Stilllegung des Polo-Grounds-Shuttle. Blick vom Tunnelportal auf das neue Yankee Stadium im Bildhintergrund.

Im Jahr 1918 wurde die IRT Ninth Avenue Line, eine Hochbahn alten Stils, die auf ganzer Länge entlang der Westseite Manhattans verlief, vom bisherigen Endbahnhof 155th Street über den Harlem River hinweg in die Bronx verlängert. Zum Durchqueren einer Anhöhe baute die Hochbahn-Abteilung der Interborough Rapid Transit Company unter der 162. Straße in offener Bauweise einen Tunnel. Im Bereich der Tunnelportale wurden teils unterirdisch, teils ebenerdig, teils aufgeständert die Bahnhöfe Sedgwick Avenue und Anderson–Jerome Avenues errichtet. Die Strecke wurde dann zwischen den Bahnhöfen 161st Street und 167th Street stadtauswärts höhenfrei in die IRT Jerome Avenue Line eingefädelt.
Nach Eröffnung der Tunnelanbindung von der IRT Lexington Avenue Line aus Manhattan 1919 fand auf der Jerome Avenue Line ein gemeinsamer Betrieb von Hochbahnen und U-Bahnen statt.
Die IRT Ninth Avenue Line wurde im Wesentlichen durch die IND Eighth Avenue Line und die IND Concourse Line ersetzt und 1940 im Großteil Manhattans stillgelegt. Ein Restsegment blieb bis 1958 als 155th-Street-Shuttle oder Polo-Grounds-Shuttle erhalten. Dieser wurde ab dem Bahnhof 155th Street mit modifizierten U-Bahn-Wagen täglich 24 Stunden betrieben und endete auf der IRT Jerome Avenue Line zuletzt im Bahnhof 167th Street. Da das bis heute verwendete Liniennummern-System der IRT-Division 1948 eingeführt und nicht mehr auf die alten Hochbahnen angewendet wurde, hatte der Polo-Grounds-Shuttle keine Liniennummer.
Der Shuttlebetrieb endete 1958, nachdem der Verkehrsbedarf entfallen war: Die New York Giants hatten 1957 das Polo-Grounds-Stadion verlassen, und die New York Central Railroad legte 1958 ihre New York and Northern Railroad bzw. New York and Putnam Railroad still, eine weitgehend eingleisige und zuletzt schwach genutzte Vorortbahn, deren Endbahnhof Sedgwick Avenue mit dem Polo-Grounds-Shuttle an den innerstädtischen öffentlichen Personennahverkehr angebunden war. Die Idee einer Umstellung auf U-Bahn-Betrieb und Verknüpfung mit der am gegenüberliegenden Ufer endenden IRT Lenox Avenue Line wurde verworfen, weil das Hochbahngerüst für die schwereren U-Bahn-Wagen nicht tragfähig genug und der Tunnel Anderson–Jerome Avenues – Sedgwick Avenue nach Hochbahn- statt U-Bahn-Standards gebaut worden und daher zu schmal war.

### Sixth-Avenue-Shuttle
Von 1986 bis 1988 fuhr der Grand-Street-Shuttle als Sixth-Avenue-Shuttle zum damaligen nördlichen Endbahnhof 57th Street der IND Sixth Avenue Line. Anlass dafür waren Bauarbeiten für die neue IND 63rd Street Line, die hinter dem Bahnhof 57th Street in Manhattan an das Bestandsnetz angeschlossen und 1989 eröffnet wurde.

### 63rd-Street-Shuttle

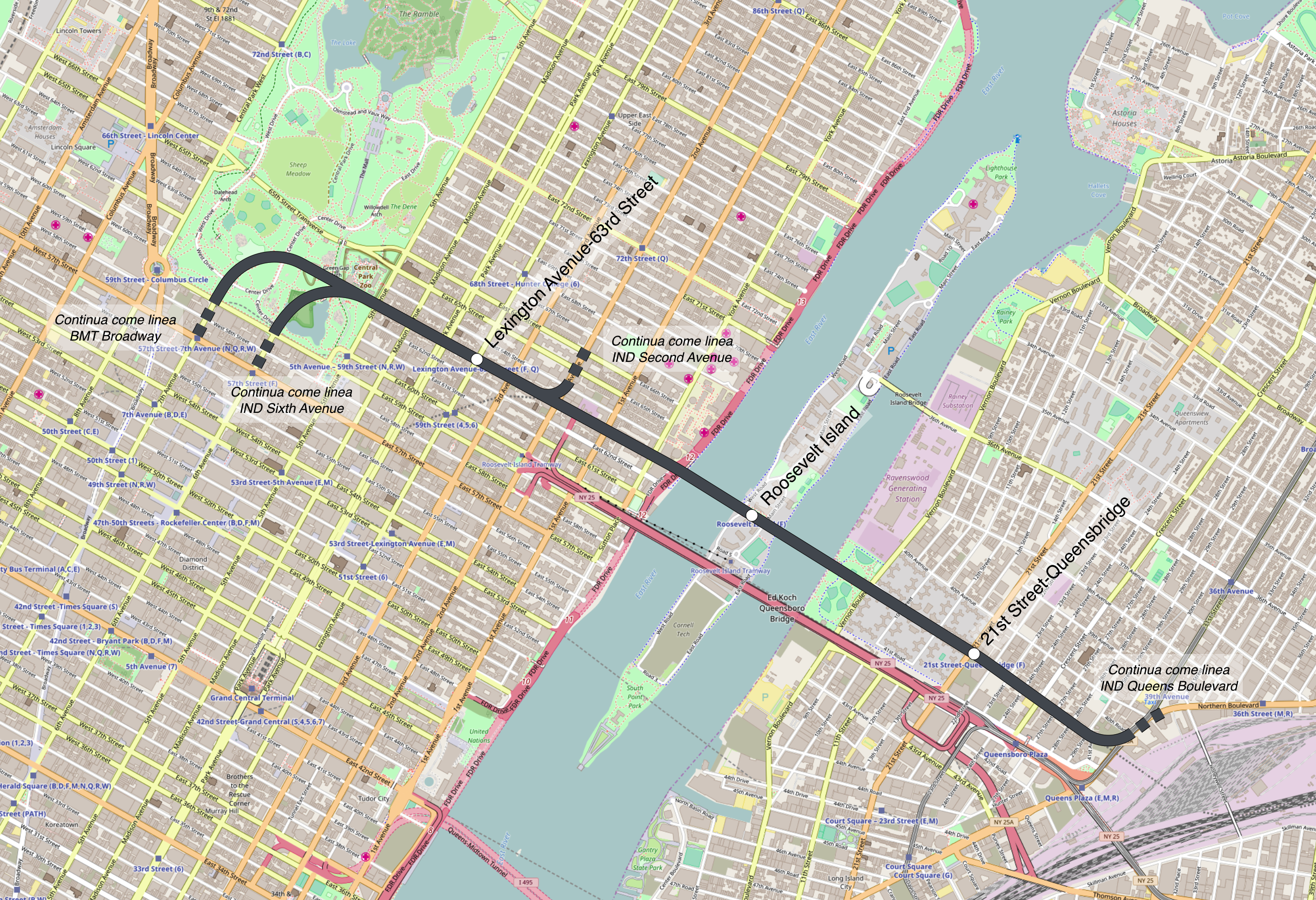
Die BMT und IND 63rd Street Lines verlaufen in Manhattan auf zwei Ebenen im selben Tunnelbauwerk

Von 1998 bis 2001 gab es nacheinander drei Varianten eines 63rd-Street-Shuttles. Anlass dafür waren
- die Bauarbeiten zur Verlängerung und dem im Dezember 2001 vollzogenen Anschluss der IND 63rd Street Line an die IND Queens Boulevard Line in Queens und
- die gleichzeitig andauernde Sanierung der Manhattan Bridge.

Sowohl auf der IND Sixth Avenue Line als auch der BMT Broadway Line waren die normalen, durchgehenden Linien zeitweise von diesen Arbeiten beeinträchtigt und wurden entweder umgeleitet oder unterbrochen. Die verschiedenen 63rd-Street-Shuttles stellten gemeinsam mit dem Grand-Street-Shuttle die Bedienung aller Bahnhöfe an den betreffenden Streckenabschnitten sicher.
Der erste 63rd-Street-Shuttle verkehrte nur nachts in den Jahren 1997/1998 sowie 2000/2001 auf der IND 63rd Street Line und der IND Sixth Avenue Line vom damaligen Endbahnhof 21 Street–Queensbridge bis zum Bahnhof Second Avenue. Sein Shuttle-Signet hatte die dieser Stammstrecke zugeordnete Kennfarbe Orange.
Der zweite 63rd-Street-Shuttle verkehrte 1998/1999 rund um die Uhr. Er bediente die BMT Broadway Line und trug deshalb ein Shuttle-Signet in der dieser Stammstrecke zugeordneten Kennfarbe Gelb. Er fuhr zunächst ab Februar 1998 vom Bahnhof 21 Street–Queensbridge über die IND 63rd Street Line und die BMT 63rd Street Line bis zum Bahnhof 57th Street–Seventh Avenue und wurde im April 1998 werktags zum Bahnhof 34th Street–Herald Square verlängert.
Der dritte 63rd-Street-Shuttle nutzte im Jahr 2001 denselben Linienweg wie der erste Shuttle und das gleiche orange Signet, verkehrte aber rund um die Uhr.